# Don Meredith
Joseph Don Meredith, detto Dandy Don (Mount Vernon, 10 aprile 1938 – Santa Fe, 5 dicembre 2010), è stato un giocatore di football americano statunitense che ha giocato nel ruolo di quarterback per tutta la carriera per i Dallas Cowboys della National Football League (NFL). Al college ha giocato a football alla Southern Methodist University. Successivamente divenne membro della squadra di commento del Monday Night Football.

## Carriera professionistica

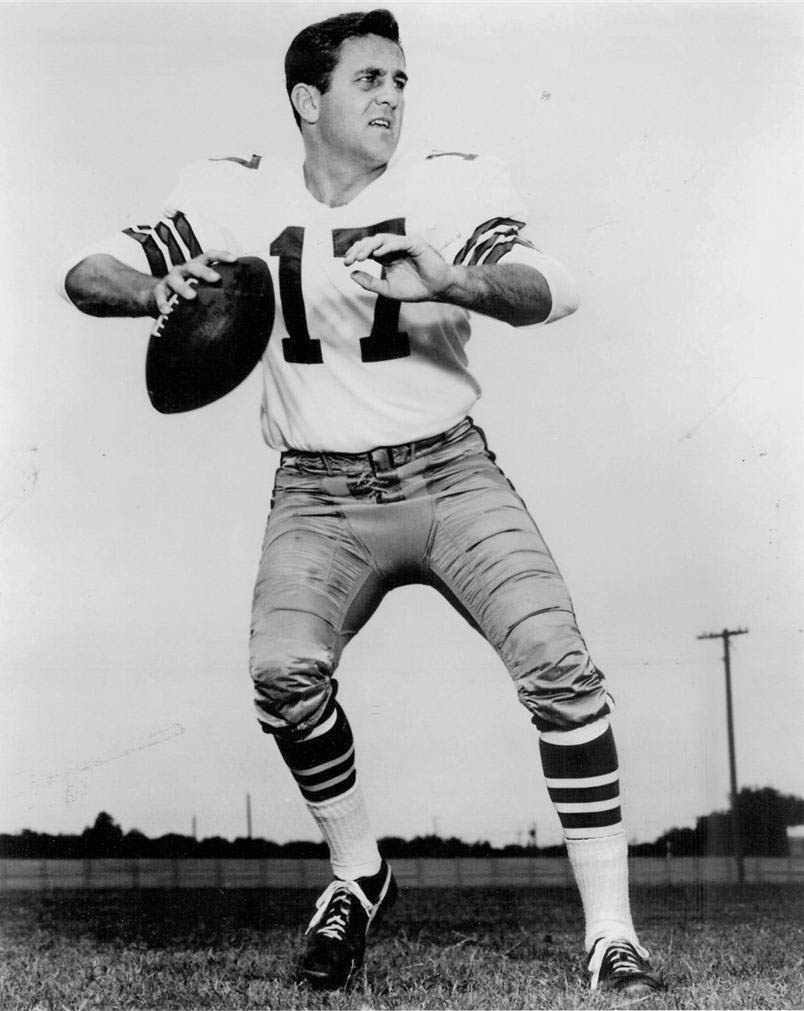
Meredith coi Cowboys

La franchigia dei Dallas Cowboys fu ammessa nella lega troppo tardi per partecipare al Draft NFL 1960, così il 28 novembre 1959, un mese prima del draft, Meredith firmò un contratto con la Tecon Corporation che, come i Cowboys, era detenuta da Clint Murchison. Questo contratto gli avrebbe assicurato di giocare coi Cowboys se questi fossero stati ammessi nella NFL. Fu anche scelto dai Chicago Bears nel terzo giro (32º assoluto) del Draft 1960, dopo che il proprietario dei Bears George Halas si assicurò la scelta per permettere alla nuova franchigia dei Cowboys di assicurarsi una partenza competitiva. La lega rispettò il contratto ma i Cowboys compensarono i Bears con una scelta del terzo giro del Draft NFL 1962. Fu considerato da alcuni come l'originale Dallas Cowboy poiché giunse alla franchigia prima ancora che questa avesse un nome, un allenatore o partecipasse all'expansion draft del 1960 o al suo primo draft NFL nel 1961. Meredith fu anche scelto dai rivali cittadini dei Dallas Texans della American Football League nel Draft AFL 1960 quando ormai era troppo tardi per assicurarsi i suoi servizi.
Meredith passò due anni come riserva di Eddie LeBaron, dividendo i minuti in campo nel 1962 di essere nominato titolare a tempo pieno dall'allenatore Tom Landry nel 1963. Nel 1966, Meredith guidò i Cowboys ai playoff, cosa che fece fino al suo aspettato ritiro prima della stagione 1969. Le sue due più cocenti sconfitte avvennero nella finale del campionato NFL contro i Green Bay Packers 34–27 a Dallas (1966) e nel famoso "Ice Bowl" 21–17 a Green Bay (1967).
"Dandy Don," pur non avendo mai condotto i Cowboys al Super Bowl, fu incredibilmente popolare tra i tifosi dei Cowboys che lo ricordano per la sua durezza e le sue doti di leader nelle prime stagioni vincenti della storia dei Cowboys. Meredith, insieme ad Harvey Martin, è tra i pochi giocatori ad aver giocato nella scuola superiore (Mount Vernon), al college (SMU) e da professionista (Dallas Cowboys) sempre nell'area di Dallas. Fu premiato con il Bert Bell Award come giocatore dell'anno nel 1966 e fu convocato per tre Pro Bowl in carriera.

## Palmarès
- (3) Pro Bowl (1966, 1967, 1969)
- Second-team All-Pro (1966)
- Bert Bell Award (1966)
- Dallas Cowboys Ring of Honor
- College Football Hall of Fame

## Statistiche
| Yard passate  | 17.199 |
| Touchdown     | 135    |
| Intercetti    | 111    |
| Passer rating | 74,8   |